# Rumänien i Eurovision Song Contest 2012
Rumänien kom tolva i Eurovision Song Contest 2012 i Baku i Azerbajdzjan.

## Uttagning
Landet valde sitt bidrag genom den nationella uttagningsfinalen Selecţia Naţională som hölls den 10 mars 2012. Totalt 15 bidrag tävlade om att få representera Rumänien i Baku och 50% telefonröster och 50% jury användes för att få fram slutresultatet. Vinnare blev folkets favorit Mandinga och deras låt "Zaleilah". Mandinga var juryns andra val. Juryns favorit kom på andra plats, 3 poäng bakom Mandinga. Det var Electric Fence med låten "Şun-ta". Trea kom Cătălin Josan med låten "Call My Name".

## Vid Eurovision
Rumänien deltog i den första semifinalen den 22 maj. Där hade de startnummer 6. De tog sig vidare till finalen som hölls den 26 maj. Där hade de startnummer 14. De hamnade på 12:e plats med 71 poäng. Rumänien fick poäng från 14 av de 41 länderna som röstade. De högsta poängen som de fick från ett och samma land var 12 från Moldavien och 10 från Spanien.